# ۱۰۰۰۰۰۰۰ (بازی ویدئویی)
«ده میلیون» یک بازی پازل، نقش‌آفرینی که توسط «لوکا رِدوود» تحت عنوان نام شرکت «هشتاد و هشت بازی» در آگوست ۲۰۱۲ ابتدا برای دستگاه‌های مبتنی بر سیستم عامل آی‌اواس، سپس در ژانویه ۲۰۱۳ از طریق شبکه استیم برای مایکروسافت ویندوز و رایانه‌های مبتنی بر سیستم عامل اواس ده، و در تاریخ مارس ۲۰۱۳ برای اندروید و سیستم عامل لینوکس منتشر شد.
بازیباز در نقش یک قهرمان بی‌نام و ماجراجو که در یک سیاهچال به دام افتاده، ایفای نقش می‌کند. برای رهایی از سیاهچال بازیباز باید ده میلیون امتیاز به دست آورد.
داخل سیاهچال قهرمان بازی در حین پیشروی در مسیر، با هیولاها برخورد کرده و می‌تواند به جمع‌آوری گنجینه‌های مرحله بپردازد. اما پیشرفت بازیباز به وسیلهٔ ردیف کردن آیکون‌های شبیه به هم در یک ردیف یا ستون، درگیری و اجرای جادوها و به‌دست آوردن کلیدها و غنائم بجا مانده از دشمنان و بقیه منابع موجود در بازی است.

## گیم پلی
با شروع بازی بازیباز در نقش یک ماجراجوی بی‌نام از سمت یک در به سمت یک سیاهچال هدایت می‌شود. که هدف رسیدن به امتیاز ۱۰٬۰۰۰٬۰۰۰ است.
اساس گیم پلی بازی بر مبنای مکانیسم «عبور از سیاهچال» است. قهرمان بازی در قسمت بالایی صفحه حرکت می‌کند و در قسمت پایین صفحه هم یک شبکه هفت در هشت از آیکون‌های مختلف وجود دارد که هر آیکون یک کاربرد متفاوت در بازی دارد (برای مثال آیکون شمشیر برای حمله از نزدیک، چوب جادوگری برای حمله‌های جادویی، سپر برای دفاع و …)
بازیباز همچنین قادر به جابجا نمودن کاشی‌های زیر صفحه است که در این حالت می‌توان سه یا تعداد بیشتری آیکون را در یک ردیف یا ستون همتراز نمود. در این حالت قهرمان نیروی موجود در کاشی‌های همطراز شده را به‌دست می‌آورد. سپس کاشی‌های مورد نطر از بین رفته و به همان تعداد کاشی جدید با آیکون‌های مختلف جایگزین می‌شود.
حمله، جادو و دفاع فقط هنگام روبرو شدن با یک هیولا به وجود می‌آید، عدم موفقیت در همطراز کردن کاشی‌ها یا شکست دشمن، باعث کاهش سرعت پیشرفت بازیباز در سیاهچال و در نهایت منجر به مرگ قهرمان بازی می‌شود. بعد از زنده شدن مجدد قهرمان به شروع مرحله بازگشته درحالی‌که تمام گنجینه‌ها و آیتم‌های خود را همراه دارد.
در این حالت امتیازی که به بازیباز تعلق می‌گیرد، بر مبنای میزان پیشرفت، کشتن هیولاها، گنج‌ها و آیتم‌های جمع‌آوری شده و دیگر فاکتورها محاسبه می‌شود.
در ابتدای مرحله، بازیباز می‌تواند منابع به‌دست آورده در طول بازی را فروخته و ابزارهای متنوعی را بخرد، به‌طور مثال جادویی که به سرعت دشمن را نابود کند، یا یک کلید که بدون معطلی صندوقچه ای را باز کند.
علاوه بر موارد بالا هنگام شروع برای بازیباز سه هدف تصادفی جهت دستیابی تعیین می‌شود که با کامل کردن هر کدام از آن‌ها جوایز ویژه‌ای به بازیباز تعلق می‌گیرد.
گرافیک بازی شبیه بازی‌های هشت بیتی پردازش می‌شود و برای صداها نیز به صورت ساده از چیپ تیون استفاده می‌شود.
این بازی در اصل جهت استفاده از سیستم کاربری صفحه‌های لمسی دستگاه‌های آی‌اواس طراحی شده بود، و اختلافی با نسخه‌های سیستم عامل ویندوز و اواس ده ندارد، در این نسخه‌ها صفحه بازی جهت همتراز شدن با مانیتور، به صورت «لند اسکیپ» به نمایش در می‌آید. همچنین نسخه‌های غیر موبایلی این بازی دارای سیستم اچیومنت استیم می‌باشند.

## مراحل تولید
بازی ۱۰۰۰۰۰۰۰ یک بازی ویدئویی مستقل است که توسط «لوکا ردوود» تحت نام شرکت «هشتاد و هشت بازی» ساخته شده.
«ردوود» این بازی را در زمان‌های استراحت و آزاد خود در طی یک سال ساخت. هدف و ایده اصلی طراحی بازیی بود که بتواند در زمان‌های دو الی سه دقیقه قابل بازی باشد.

«ردوود» مکانیسم و طرح‌های زیادی را امتحان کرد و در نهایت علی‌رغم میل باطنی، مکانیسم بازی را بر مبنای Tile-Matching (بازی‌هایی که بازیباز باید اقدام به همطراز کردن کاشی‌های یک شکل بکند) طراحی نمود. او زمان زیادی از مراحل اولیه تولید را صرف طراحی و بهبود سیستم کاشی‌های داخل بازی نمود.
ردوود برای تولید بازی جهت سیستم‌های آی‌اواس مجبور به آزمون و خطای زیادی شد تا بتواند بر سیستم مک اواس تسلط یابد.
تولید نسخه رایانه‌های رومیزی بازی به سرعت و بدون مشکل انجام شد، زیرا هسته اصلی بازی بر روی یک رایانه مبتنی بر مایکروسافت ویندوز از قبل آماده شده بود و تنها کار بالانس و هماهنگی این نسخه برای استفاده با ماوس بود.
نسخه اندروید بازی نیز برمبنای نسخه لینوکس در مارس ۲۰۱۳ منتشر گردید.
| اندروید | اندروید ۲٫۱                                   |
| آی‌پد    | آی‌اواس ۳٫۲                                    |
| آیفون   | اواس ده آیفون ۳٫۱                             |
| لینوکس  | یک گیگابایت رم                                |
| مکینتاش | مک اواس ۱۰٫۵٫۰، یک گیگابایت رم                |
| ویندوز  | یک گیگابایت رم، دایرکت ایکس ۹٫۰، ویندوز اکس‌پی |

## بازتاب‌ها
بازی ۱۰۰۰۰۰۰۰ بازخوردهای بسیار مثبتی در بین منتقدان و سایت‌های مختلف دریافت کرد.
برای مثال سایت مک ورلد این بازی را جزو نامزدهای بهترین بازی سال ۲۰۱۲ اعلام نمود. و گیم اینفورمر این بازی را جزو ۵۰ محصول برتر همه پلتفرم‌ها و بهترین بازی اختصاصی تلفن‌های همراه در سال ۲۰۱۲ اعلام نمود.

ردوود ابتدا بازی را در اپ‌استور منتشر کرد با این قصد که بعداً در وب سایت‌های مختلف نیز آن را عرضه کند. در روز اول عرضه، بیش از ۲۰۰۰ نسخه و در پایان ماه اول بیش از ۵۰٫۰۰۰ نسخه از بازی در اپ‌استور فروش رفت.
در «کنفرانس سازندگان بازی» سال ۲۰۱۴، ردوود اعلام نمود ۳۳۰۰۰۰ نسخه از بازی بر روی تمام پلتفرم‌ها به فروش رفته که درآمدی حدود ۵۰۰٫۰۰۰ دلار به دست آمده است. او همچنین اعلام کرد که معتقد است ادامه موفقیت‌های این بازی بخاطر ارائه آن برای ویندوز و اندروید بوده است.
ردوود در ۴ ژوئن ۲۰۱۵ ادامه‌ای برای این بازی ساخت تحت عنوان «باید یک قایق بسازی» که برای ویندوز، آی‌اواس، اواس ده و اندروید منتشر گردید.